# Sony Alpha 7C
Die Sony Alpha 7C (α7C intern ILCE-7C) ist eine spiegellose Systemkamera (DSLM) mit Vollformat-Bildsensor. Zur Markteinführung im Oktober 2020 wurde sie zu einem Preis von 2100 Euro angeboten. Neben den bereits bekannten Serien Sony Alpha 7S und 7R ist die Sony Alpha 7C eine verkleinerte Version mit einem Fokus auf eine kompakte Bauart.

## Technische Daten
Die Sony Alpha 7C übernimmt den Sensor aus der Sony Alpha 7 III mit einer effektive Bildauflösung von 24 Megapixeln sowie den Bildprozessor BIONZ X.
Das Modell verfügt über einen lautlosen vollelektronischen Auslöser. Die Kamera beherrscht den Videocodec XAVC S (Codec H.264). Als Videoauflösung sind 4K-Aufnahmen mit bis zu 30 Bildern pro Sekunde und Full-HD-Aufnahmen mit bis zu 120 Bildern pro Sekunde möglich.
Das Kameragehäuse besitzt einen E-Mount-Anschluss. Für den Autofokus werden 693 Punkte für die Phasendetektion und 425 Punkte für die Kontrasterkennung eingesetzt, und er arbeitet bei Lichtverhältnissen bis zu −4 EV.

## Sony Alpha 7C II
Die Sony Alpha 7C II ist die Nachfolgerin, welche im September 2023 ihre Markteinführung zu einem Preis von 2400 Euro hatte.  Die gesteigerte Auflösung auf 33 Megapixel sowie der neue Bildprozessor BIONZ XR und der zusätzliche Videocodec XAVC HS (Codec H.265) stellen die maßgeblichen Neuerungen da.
Bei den Abmessung und dem Gewicht hat die Sony Alpha 7C II minimal dazugelegt mit einer größeren Tiefe von 63 mm und einem Gesamtgewicht von 515 g (ohne Objektiv, mit Akku und Speicherkarte).

## Sony Alpha 7CR
Die Sony Alpha 7CR kam Zeitgleich mit der 7C II im September 2023 auf dem Markt. Als kompakte Version mit hoher Auflösung übernimmt die 7CR den 61 Megapixel Sensor aus dem nicht kompakten Modell Sony Alpha 7R V streicht dabei aber die Fähigkeit 8K-Videos aufzunehmen.